# Hanover (hrabstwo Grafton)
Hanover – jednostka osadnicza w Stanach Zjednoczonych, w stanie New Hampshire, w hrabstwie Grafton.